# Ussaramanna
Ussaramanna ist eine italienische Gemeinde mit 475 Einwohnern (Stand 31. Dezember 2023) auf Sardinien in der Provinz Medio Campidano. Die Gemeinde liegt etwa 14 Kilometer nördlich von Sanluri und etwa 29,5 Kilometer nordöstlich von Villacidro und grenzt unmittelbar an die Provinz Oristano.